# Адисон (Пенсилванија)
Адисон (енгл. Addison) град је у америчкој савезној држави Пенсилванија.

## Демографија
По попису из 2010. године број становника је 207, што је 7 (-3,3%) становника мање него 2000. године.
| Група             | 2000.       | 2010.       |
| Белци             | 213 (99,5%) | 203 (98,1%) |
| Афроамериканци    | 0 (0,0%)    | 1 (0,5%)    |
| Азијати           | 0 (0,0%)    | 0 (0,0%)    |
| Хиспаноамериканци | 1 (0,5%)    | 0 (0,0%)    |
| Укупно            | 214         | 207         |